# Joseph Paul Gaimard

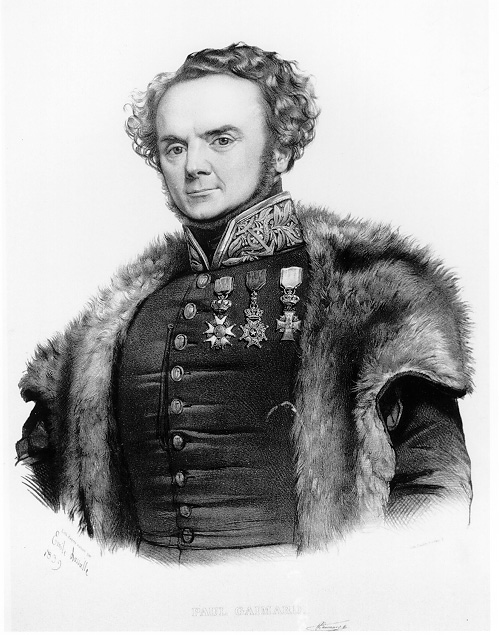
Joseph Paul Gaimard (Lithographie von Emile Lassalle)

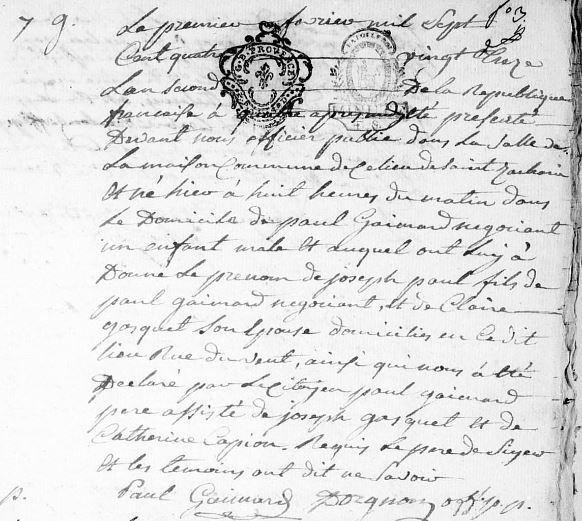
Eintrag der Geburt von Joseph Paul Gaimard in Saint-Zacharie (31. Januar 1793 um 8:00 Uhr)

Joseph Paul Gaimard (* 31. Januar 1793 in Saint-Zacharie, Département Var; † 10. Dezember 1858 in Paris) war ein französischer Chirurg, Naturforscher, Ichthyologe und Zoologe.
Gaimard studierte Medizin an der Marineschule in Toulon und ging 1816 zur französischen Marine. Zusammen mit dem Forscher Jean René Constant Quoy diente er zwischen 1817 und 1820 als Schiffschirurg auf den Schiffen Uranie und Physicienne, die unter Louis de Freycinet den Globus umsegelten. Bei den Falkland Inseln kam es zum Schiffbruch der Uranie und sie kehrten auf der Physicienne, die als Ersatz geschickt wurde, zurück. Nach der Rückkehr schrieb er einen Bericht über die zoologischen Ergebnisse mit Quoy. 1826 besuchte er zur Vorbereitung einer weiteren Expedition naturhistorische Museen in Europa. Ein weiteres Mal umsegelte er die Welt 1826 und 1829 unter Jules Dumont d’Urville auf der Astrolabe. Von seiner Reise mit der Uranie ist ein Tagebuch erhalten, das aber unvollständig ist. Nach Ende seiner zweiten Weltumsegelung veröffentlichte er wieder einen Bericht über die zoologischen Ergebnisse. Außerdem reiste er nach Russland, um einen Cholera-Ausbruch zu untersuchen, was einer der ersten europäischen Berichte über die damals in Europa neue Seuche war.
Von 1835 bis 1836 war er wissenschaftlicher Leiter der Expedition nach Island und Grönland auf der La Recherche. 1838 bis 1840 war er Leiter der wissenschaftlichen Kommission für den Norden und reiste nach Spitzbergen, Nord-Norwegen, Lappland, den Färöern und Archangelsk. Davon zeugen heute noch einige Namen geographischer Objekte auf Spitzbergen wie Recherchefjord oder Gaimardtoppen. 1839 wurde er als korrespondierendes Mitglied in die Russische Akademie der Wissenschaften in Sankt Petersburg aufgenommen.
Mindestens drei Arten wurden nach ihm benannt:
- der Lippfisch Coris gaimard (Quoy & Gaimard, 1824); deutsch Gelbschwanzjunker
- die Garnelenart Eualus gaimardii (Milne Edwards, 1837)
- der Flohkrebs Byblis gaimardi (Krøyer, 1846)

Er heiratete nie. 1848 ging er in den Ruhestand und starb in Armut. Über sein späteres Leben ist aber wenig bekannt.

## Werke

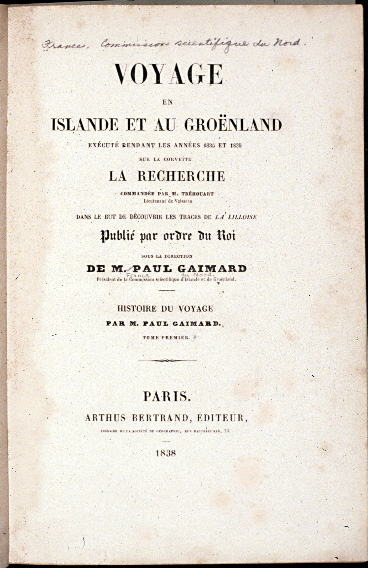
Titelblatt eines Bandes der Voyage en Islande et au Groënland

- Louis de Freycinet (Hrsg.): Voyage autour du Monde, entrepris par Ordre du Roi ... exécuté sur les corvettes de ... l’Uranie et la Physicienne, pendant les années 1817, 1818, 1819 et 1820. Teil 1 und 2: Zoologie. Pillet Aîné, Paris 1824 (mit Quoy)
- Voyage de la corvette l’Astrolabe, exécuté par Ordre du Roi, pendant les annés 1826 - 1827 - 1828 - 1829, sous le commandement de M. J. Dumont D’Urville, capitaine de Vaisseau. Tastu, Paris 1830–1834. (mit Dumont D’Urville, Quoy, Boisduval u. a.)
- Voyage en Islande et au Groënland exécuté pendant les années 1835 et 1836 sur la corvette La Recherche ... dans le but de découvrir les traces de La Lilloise. Bertrand, Paris 1838–1852
  - Atlas, 1838
  - Atlas historique, 1838
  - Physique, 1838
  - Histoire de l’Islande, 1840
  - Minéralogie et Géologie, 1840
  - Littérature Islandaise, 1843
  - Histoire du Voyage, 1850
  - Zoologie et Médicine, 1851
  - Journal du Voyage, 1852
- als Herausgeber: Voyages de la commission scientifique du Nord, en Scandinavie, en Laponie, au Spitzberg et aux Feroë pendant les années 1838, 1839 et 1840 sur la corvette La Recherche, mehrere Bände, 1843–1855